# آشپزی اسپانیایی

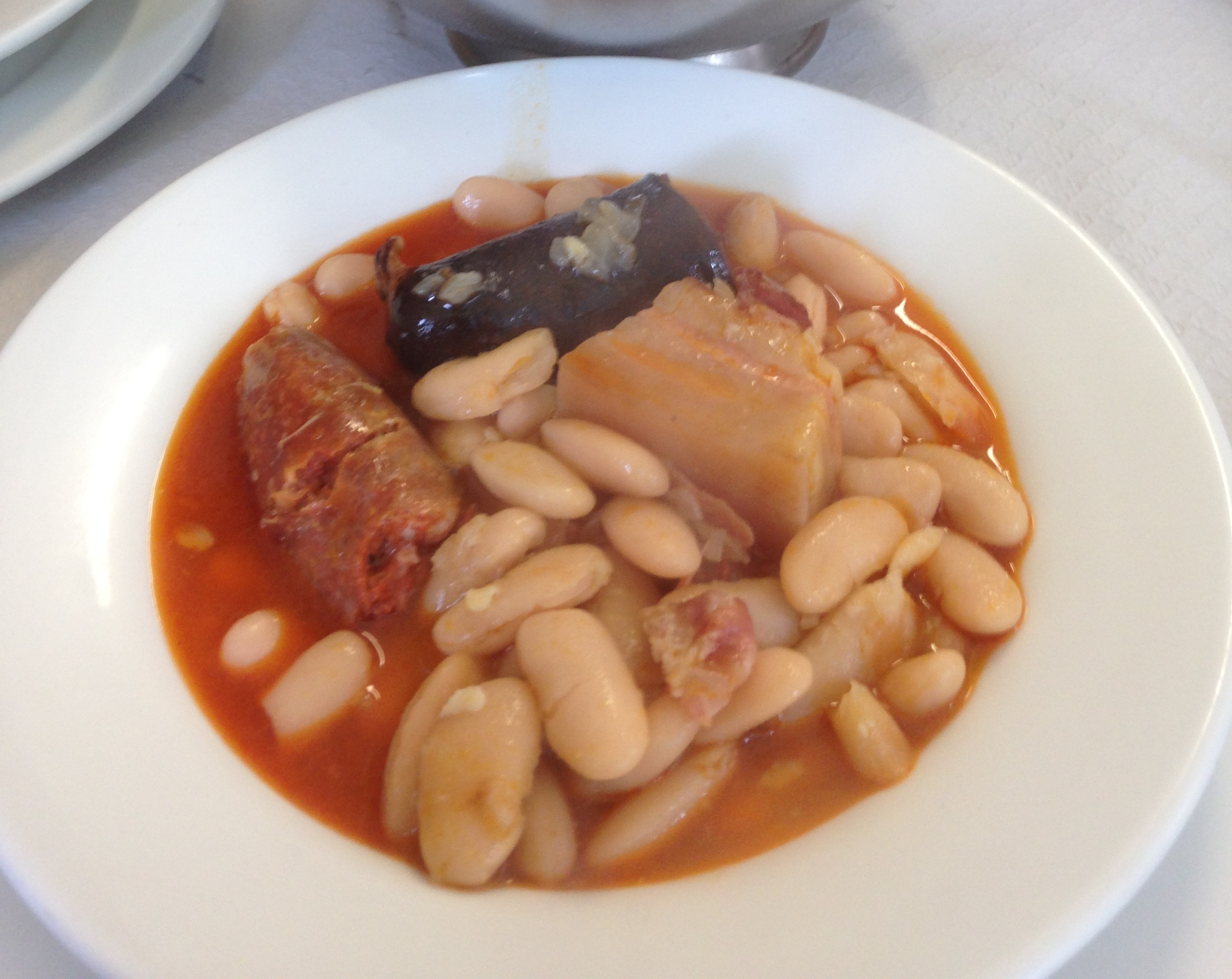
فابادا اتریشی (خورش لوبیا)

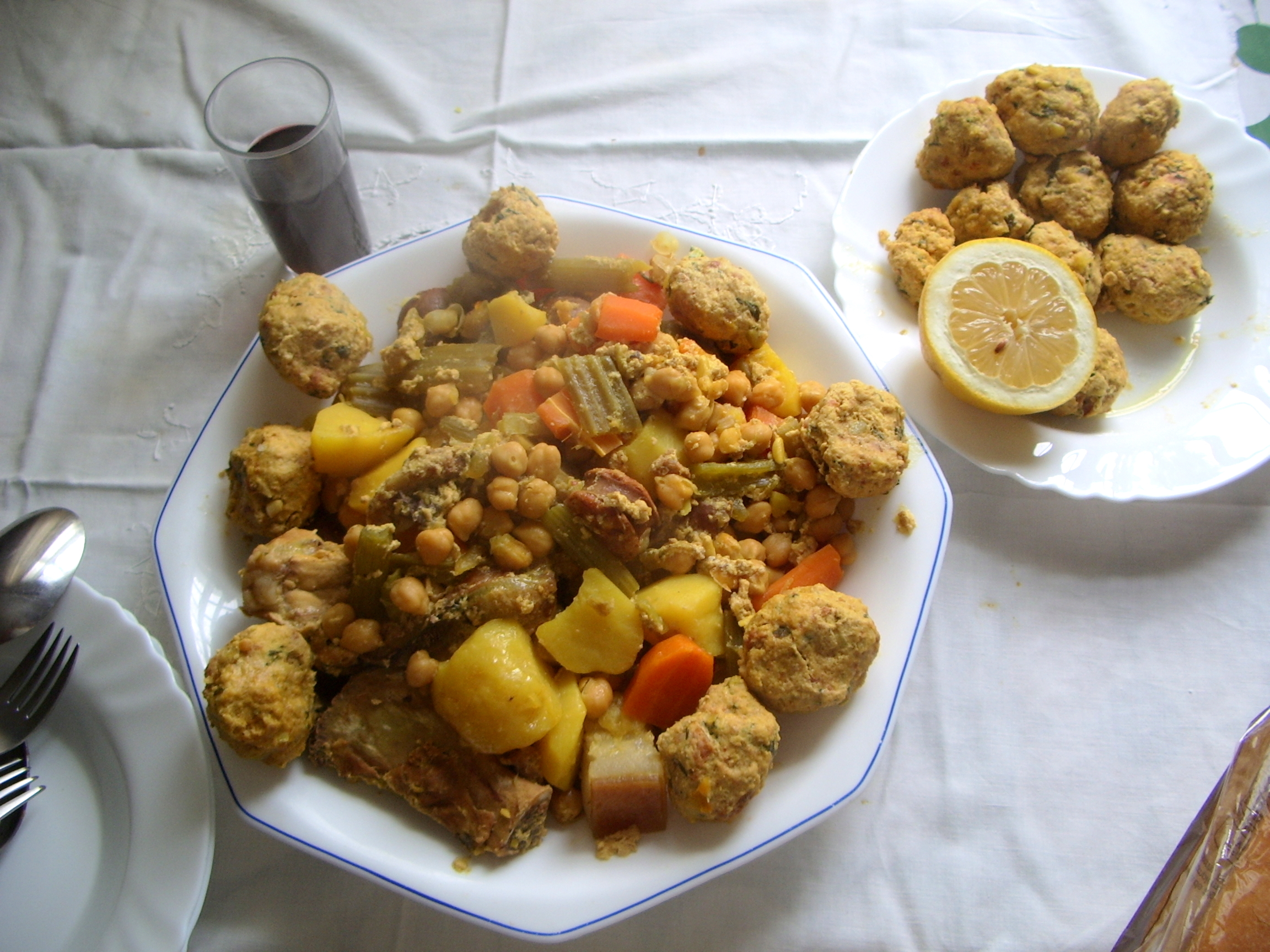
کوزیدو دی پلوتاس (Cocido de pelotas)

آشپزی اسپانیایی (انگلیسی: Spanish cuisine) شامل شیوه و سنت‌های پخت و پز اسپانیا است. روغن زیتون (که اسپانیا بزرگ‌ترین تولیدکننده آن است) به شدت در آشپزی اسپانیایی استفاده می‌شود. این روغن مبنای بسیاری از سس‌های سبزیجات (که در اسپانیا به نام سوفریتوس معروف هستند) را تشکیل می‌دهد. سبزی‌های جعفری، مرزنگوش، رزماری و آویشن بیشتر مورد استفاده قرار می‌گیرند. استفاده از سیر به عنوان ماده غذایی «مشترک در تمام پخت و پزهای اسپانیایی» مورد توجه قرار گرفته‌است.  بیشترین گوشت‌های مورد استفاده در آشپزی اسپانیایی مرغ، خوک، گوسغند و گوساله هستند. هم چنین ماهی و مواد غذایی دریایی به‌طور مرتب مصرف می‌شوند.